# Ködnitz
Ködnitz este o comună din districtul Kulmbach, regiunea administrativă Franconia Superioară, landul Bavaria, Germania.